# Okinawepipona
Okinawepipona (лат.) — род одиночных ос (Eumeninae). Восточная (Япония) и Юго-Восточная Азия.

## Описание
Осы средних размеров (около 1 см). Основная окраска чёрная со светлыми отметинами. Взрослые самки охотятся на личинок насекомых, которые служат кормом для развития собственных личинок осы. От близких родов отличаются следующими признаками: парастигма короче половины длины птеростигмы, измеренной вдоль задней части; пальпальная формула щупиков 5:3; проподеум ниже уровня метанотума.

## Классификация
Род был выделен в 1987 году для вида Anterhynchium kogimai Giordani Soika, 1986. Род включают в состав подсемейства Eumeninae. Близок к родам Anterhynchium, Rhynchium и Allorhynchium.
- Okinawepipona curcipunctura Nguyen & Xu, 2014[5]
- Okinawepipona kogimai (Giordani Soika, 1986)
- Okinawepipona nigra Nguyen & Xu, 2014
- Okinawepipona yty Nguyen, Nguyen & Bozdoğan, 2018[8][9]